# いっしょに連射!デ・アタックパーティー
『いっしょに連射!デ・アタックパーティー』は、2012年にアムジーより発表されたメダルゲーム。
従来の『連射!デ・アタック』とは異なり、最大で4人プレイができる。
景品は従来の機械よりも増え、鉄板にぶら下がった景品が新しく登場した。また、5枚ベットの銀弾、10枚ベットの金弾も新たに登場した。鉄板にぶら下がった景品は金弾、銀弾でないと落ちない。ただし、1枚ベットのコルク弾を、景品を弱らせるために使用することはある。さらにモーリーファンタジーの場合プラチナバージョンになっており、一発20枚ベットのプラチナ(白金)弾も登場した。

## 景品説明(※つきは鉄板にぶら下がった景品)
- スカル※
枚数：150→黄???(165.180.195.210.225.240.255.270.285)→赤???(300.315.330.345.360.375.390.405.420.435.450)
枚数：300→黄???(330.360.390.420.450)→赤???(480.510.540.570.600)
おまけ：ストック銀弾もしくは金弾が2～6発ついてることがある。
※ストック金銀弾は1枚で打つことができる。
- 宝船※
枚数：100→黄???(110.120.130.140.150.160.170.180.190)→赤???(200.210.220.230.240.250)
枚数：200→黄???(210.220.230.240.250.260.270.280.290.300)→赤???(310.320.330.340.350.360.370.380.390.400)
おまけ：スカルと同じ
- 神輿※
枚数：80→黄??(88.96)→赤???(104.112.120.128.136.144.152.160.168.176.184.192.200)
枚数：100→黄???(110.120.130.140.150.160.170.180.190.200)→赤???(210.220.230.240.250.260.270.280.290.300)
おまけ：スカルと同じ
- シャチホコ※
枚数：50→黄??(55.60.65.70.75.80.85.90.95)→赤???(100.105.110.115.120.125.130.135.140.145.150)
枚数：60→黄??(66.72.78.84.90.96)→赤???(102.108.114.120.126.132.138.144.150.156.162.168.174.180.186.192.198.204.210)
おまけ：スカルと同じ
- 宝箱
枚数：30→60→黄??(63.66.69.72.75.78.81.84.87.90.93.96.99)→赤???(102.105.108.111.114.117.120)
- ：枚数：50→100→黄???(105.110.115.120.125.130)→赤???(135.140.145.150)
おまけ：ストック金弾もしくは銀弾が2～4発ついてることがある。
- 宝石皿
枚数：20→40→黄??(50.60.70.80.90)→赤???(100.110.120)
枚数：40→80→黄??(100.104.108.112.116.120.124.128.132.136.140)→赤??(144.148.152.156.160)
おまけ：宝箱と同じ
- 兵士
枚数：15→30→黄??(45.60.75.90)→赤???(105.120)
枚数：20→40→黄??(50.60.70.80.90)赤??(100.110.120.130.140.150)
おまけ：宝箱と同じ
- 小判
枚数：10→20→黄??(30.40.50.60.70.80.90)→赤???(100)
枚数：15→30→黄??(45.48.51.54.57.60.63.66.69.72.75.78.81.84.87.　90.93.96.99)→赤??(102.105.108.111.114.117.120)
おまけ：宝箱と同じ
- パンダ
枚数：8
おまけ：ストック銀弾が1発ついてることがある。
枚数：10
おまけ：ストック銀弾が1発ついてることがある。
- 招き猫
枚数：5
おまけ：パンダと同じ
- 子犬
枚数：3
おまけ：パンダと同じ
- 鳥
枚数：1か2
おまけ：パンダと同じ

## UFO説明
- 赤UFO(UFOげきつい)
UFO編隊が出てくる。倒せたUFOの数メダルをもらえる。6機全て倒すとボーナスが追加され計20枚獲得できる。
- 黄UFO(フリーゲーム)
一定時間うち放題になる。この間はコルクのパワーがとても強くなる。(フリーゲーム時のみコルクで鉄板にぶら下がった景品も落とせる)ただし約300枚以上獲得すると景品が全く落ちなくなる。
- 金UFO(金銀取り放題)

　 　一定時間うち放題になる。この間は景品がすべてストック金銀弾になる。                                                                                                                                                                                             